# Jean Louis Metman
Jean Louis Metman (Parigi, 18 maggio 1814 – Versailles, 1º giugno 1889) è stato un generale francese.

## Biografia

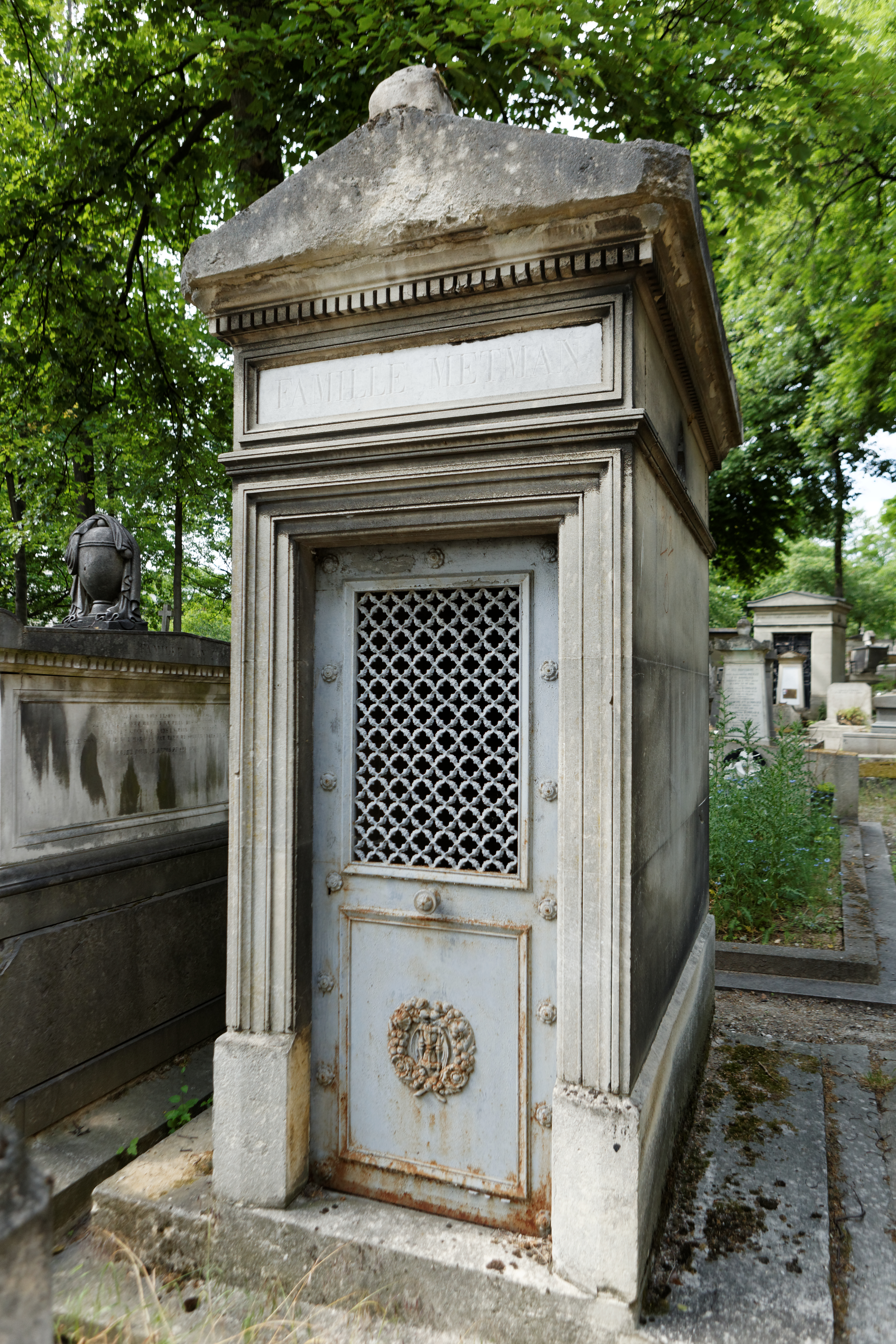
La tomba del generale Metman nel cimitero di Père Lachaise a Parigi

Nato a Parigi il 18 maggio 1814, Metman frequentò la scuola militare di Saint Cyr dalla quale uscì nel 1835 col grado di sottotenente e venne assegnato al 21° reggimento di fanteria.
Tenente dal 27 dicembre 1840 e capitano dal 10 novembre 1843, venne promosso comandante di battaglione del 48° reggimento di fanteria il 10 luglio 1848. Negli eventi della rivoluzione di luglio del 1848, venne ferito alla mano sinistra.
Cavaliere della Legion d'onore il 26 dicembre 1852, prese parte alla spedizione nel Baltico e venne quindi promosso tenente colonnello il 9 dicembre 1854, venendo assegnato al 73° reggimento di fanteria col quale prese parte poi alla Guerra di Crimea, distinguendosi in particolar modo nella battaglia di Traktir del 16 agosto 1855 che gli valse la promozione ad ufficiale della Legion d'onore il 22 agosto di quello stesso anno.
Promosso colonnello del 35° reggimento di fanteria il 22 settembre 1855, tornò in Francia e dal 1857 entrò nella guardia imperiale come comandante del 3° reggimento granatieri. Combatté quindi nella campagna militare in Italia del 1859, coprendosi di gloria nel corso della battaglia di Magenta dove coi suoi uomini guidò personalmente una delle sortite contro le fortificazioni del Naviglio Grande a Ponte Nuovo. Nell'operazione, il reggimento perse un terzo dei suoi uomini, ma Metman ottenne in seguito la commenda della Legion d'onore per il valore dimostrato.
Promosso generale di brigata il 14 agosto 1860 e poi generale di divisione il 14 luglio 1870, combatté nel corso della guerra franco-prussiana alla testa della 3^ divisione del 3° corpo d'armata e si distinse nelle battaglie di Borny, Razonville e Saint Privat. Fatto prigioniero a Metz nell'ottobre di quell'anno, tornò in Francia ed ebbe il comando di una divisione del 3° corpo d'armata a Versailles. Posto in riserva nel gennaio del 1879, morì il 1º giugno 1889.